# 大宋宮詞 〜愛と策謀の宮廷絵巻〜
『大宋宮詞 〜愛と策謀の宮廷絵巻〜』（だいそうぐうし あいとさくぼうのきゅうていえまき、原題：大宋宫词、英題：Palace of Devotion）は、2021年の中国のテレビドラマ。

## 概要
平民として生まれ、北宋の三代皇帝真宗の二人目の皇后となった、章献明粛皇后の生涯をモチーフに描く中国歴史ドラマ。
日本語字幕翻訳は岡村紀子、伊藤暁恵、藤森一葉、安部和美、牧之内友美。

## あらすじ
北宋初頭（976年）、太祖・趙匡胤の亡き後、弟の趙匡義が即位し趙光義と改名し第二代皇帝となる。趙光義は燕雲十六州の奪還を掲げ二度親征するも敗退し自らも矢傷を負う。癒えぬ傷に寿命を悟った趙光義は皇太子の擁立で国の安定を図る。
北宋初期は異民族の侵攻に加えて度重なる天災が発生し、宋は内憂外患に苦しんだ。

## 登場人物

### 主要人物
| 役名          | 演                            | 紹介 | 備考                                                                             | 声       |
| 劉娥          | 劉涛 （リウ・タオ）           | 真宗の側室・劉妃→真宗の妃・徳妃→真宗の皇后→仁宗の皇太后 趙吉の母。 蜀の平民。戦乱に巻き込まれて夫を亡くし、避難の途中で夫との子も流産した経験がある。 遼軍の襲撃から逃げる途中で元侃に助けられ、重傷を負った彼の看病をするうちに相愛の仲となり、都へ帰る彼に付いて王府へやってくる。元侃からは鶯児と呼ばれ寵愛されるが、元侃の父帝である太宗からは警戒される。太宗が遺詔で禁じたために、趙恒(元侃)の即位後も群臣から入内を猛反対され、妃としての位を持たないまま後宮外を転々とする暮らしを余儀なくされる。 点茶をよくする。 |                                                                                  |          |
| 趙元侃 / 趙恒 | 周渝民 （ヴィック・チョウ）   | 襄王→太宗の皇太子→宋三代・真宗 太宗の第三皇子。麟児、趙吉、趙佑、趙受益らの父。 皇太子に冊封された際、名を改める。 29歳で即位。子らを亡くして以降、気鬱に伴う頭痛が持病となり、酷いときには失神して一日以上目を覚まさないこともある。 | 泰山で封禅を行った歴代12名の皇帝のうちの一人。                                   | 陳張太康 |
| 蘇義簡        | 曹磊 （ツァオ・レイ）         | 劉娥の義弟(亡夫の弟)。 義姉を尊び、彼女と真宗のため陰に日向に奔走する。 |                                                                                  |          |
| 寇準          | 梁冠華 （リャン・グァンホア） | 北宋の大里寺少卿。 |                                                                                  |          |
| 蕭綽          | 帰亜蕾                        | 遼の皇太后 息子である聖宗を補佐し、実質的に遼を率いている女傑。宋との間に澶淵の盟を成立させる。 |                                                                                  | 張欣     |
| 李婉児        | 劉聡 （リウ・ツォン）         | 襄王府の侍女→劉娥の侍女→真宗の婕妤→真宗の宸妃 襄王府にやってきた劉娥を慕い、『お姉様』と呼ぶ。劉娥が産んだ趙吉を可愛がり、彼が遼へ赴く際には母代わりとして同行を申し出、共に遼で暮らした。 やがて劉娥の計らいで真宗に侍寝し、妊娠する。 | 史実では真宗崩御の10年後に没している。説話『狸猫換太子』では主人公格におかれる。 |          |

### 宋

#### 皇族
| 役名   | 演                              | 紹介 | 備考 | 声   |
| 趙光義 | 涂們 （トゥ・メン）             | 宋二代・太宗 太祖の長弟。元佐、元僖、元侃、元份の父。 長男と次男の素質に不安を抱き、三男の元侃を皇太子とする。元侃を惑わせているとして劉娥を嫌う。 |      |      |
| 趙廷美 | 趙文瑄 （ウィンストン・チャオ） | 秦王 太祖の次弟。元侃ら太宗の子にとっては叔父にあたる。                                                                                            |      | 李璐 |
| 李穆清 | 趙子琪                          | 太宗の皇后→明徳皇后 |      |      |
| 趙徳昭 |                                 | 太祖の次男。元侃ら太宗の子にとってはいとこにあたる。 帝位を望めば反対はされにくい血統だが、本人に野心はない。                                      |      |      |
| 趙元佐 | 肖陽                            | 楚王 太宗の第一皇子。 腰が座らず優柔不断。王欽若の長女の玉瑩を娶る。                                                                               |      |      |
| 趙元僖 | 韓昊軒                          | 許王 太宗の第二皇子。 勇猛だが短慮。 |      |      |
| 趙元份 | 陳政陽                          | 冀王 太宗の第四皇子。 風雅を愛する文人気質で、絵画を好む。子沢山。                                                                                 |      |      |
| 曹思斉 | 路依萍                          | 冀王妃 曹鑑の娘。曹利用の妹。 |      | 万純 |
| 陵陽   | 潘一褘                          | 長公主 太宗の娘。真宗の妹。 政略結婚で一度嫁いだが出戻り、その後丁献容に嫁ぐ。密かに蘇義簡を慕っている。                                           |      | 王薇 |

#### 真宗の後宮
| 役名          | 演                          | 紹介 | 備考 | 声     |
| 郭清漪        | 斉渓 （チー・シー）         | 襄王妃→真宗の皇后→章穆皇后 郭賢の娘。麟児、趙佑の母。 趙佑の没後、その死を悲しむあまり衰弱して亡くなる。『劉娥を皇后へ』との遺言を真宗へ残す。 | |        |
| 潘玉姝        | 銭冬旎 （チェン・ドンニー） | 襄王の側室→真宗の淑妃→真宗の貴妃→真宗の充媛 潘伯正の娘。潘良の妹。寿安の母。 真宗からの寵愛が薄くなかなか男子を産めないことに苛立ちを募らせ、潘家の家運を一身に背負っているという父や兄からの重圧も相まって、劉娥らにきつい態度で接する。医者から秘密裏に『真宗と血の相性が悪く子は授かりにくい』と診断される。 実家の様々な企てに振り回されて消耗し、時に彼らと衝突する。 琴の名手。 | 『宋史』によれば趙恒の妻潘氏は夫の即位前に没しており、夫の即位後に皇后位を追贈されている。                               | 張喆   |
| 文伽凌        | 韓非児                      | 真宗の貴儀→真宗の賢妃 タングートと敵対する褆摩（架空の部族）の族長の妹。寿康の母。 明るく活発な性格。騎射が得意。 | | 趙双   |
| 楊瓔珞        | 周雪菲                      | 劉娥の侍女→真宗の美人→真宗の淑妃→仁宗の皇太妃 真宗の乳母である王氏の娘。 婉児が趙吉に同行し遼へ赴いた際、彼女に替わる侍女として劉娥につけられる。劉娥が徳妃に封じられた際、美人（妃の位の一つ）になる。 素直で朗らか。 | | 徐暢繁 |
| 趙吉          | 韓遠琪                      | 真宗の第一皇子。趙恒の次男。母は劉娥。 講和のために三年の期日で人質として遼へ送られるが、宋に戻ることなく亡くなる。 | 架空の人物。位牌が祖廟に祀られる際に『皇太子』と称される場面があるが、生前に冊封される場面はないため、追贈だと思われる。 |        |
| 趙佑          | 于垚                        | 真宗の第二皇子。趙恒の三男。母は郭清漪。 成人することなく疱瘡で亡くなる。 | |        |
| 寿安          | 林夕                        | 母は潘玉姝。 多指症。生後すぐに母によって指を切断され、左手の小指横に痣が残る。 | |        |
| 寿康          | 努雅                        | 母は文迦陵。 快活な性格で異母弟の受益と仲が良く、劉娥にも可愛がられる。成人をむかえる及笄の礼で、父帝から妧姫甫の字を授かる。 | 結婚後に『第6王妃』と字幕表記される場面があるが、正確には"(遼の)第6王子の妃"であり、"王の6番目の妃"ではない。            | 張惠霖 |
| 趙受益 / 趙禎 | 鄭偉 少年期:劉若谷          | 真宗の皇太子→宋四代・仁宗 真宗の第三皇子。趙恒の四男。 妊娠を機に劉娥が立后した後、皇后である彼女が産んだ男子だという理由で、生後間もなく立太子する。ただしその出生の背景には、複雑な事情が隠されている。 成人をむかえる加冠の礼で、父帝から禎の名を授かる。 | |        |

#### 朝臣
郭氏
郭清漪を介して趙恒の姻戚。当初は劉娥を敵視するが後に関係を改善し、郭賢夫妻は劉娥から義理の親として敬われるようになる。
| 役名   | 演                 | 紹介 | 備考 | 声     |
| 郭賢   | 魏大鳴             | 郭清漪の父。麟児、趙佑、郭清悟の祖父。 太宗の遺詔を持ち出し、劉娥の入内に反対する。                                         | 『宋史』によれば仁宗の皇后郭氏(本作における郭清悟)の祖父ではない。                                                                 |        |
| 郭崇信 | 黄勐               | 将軍 郭賢の息子。郭清漪、郭玉嫺の兄。郭清悟の父。                                                                           | 『宋史』によれば仁宗の皇后郭氏の父ではない。                                                                                       |        |
| 郭玉嫺 | 蔡飛雨             | 郭賢の娘。郭崇信の妹。曹利用の妻。曹汝の母。                                                                                | |        |
| 郭清悟 | 鄭妙 少女期:姚婉児 | 郭崇信の娘。郭賢の孫。郭清漪、郭玉嫺の姪。曹汝の従姉。 劉娥によって後宮で育てられる。彼女からは『癇癪持ち』と見られている。 | 『宋史』によれば応州金城の郭崇の孫。真宗の皇后郭氏(本作における郭清漪)は、同書によれば太原郭氏の出身とされ、両者の血縁関係は不明。 | 喬詩語 |

潘氏
潘玉姝を介して趙恒の姻戚。劉娥を敵視する。
| 役名   | 演                  | 紹介 | 備考 | 声 |
| 潘伯正 | 趙小銳              | 潘良、潘玉姝の父。 太祖と太宗に仕えた武官。娘への真宗の寵愛が薄いことに焦っており、劉娥らを敵視する。太宗の遺詔を持ち出し、劉娥の入内に反対する。 |      |    |
| 潘良   | 傅亨 （フー・ハン） | 潘伯正の息子。潘玉姝の兄。 父と同じく劉娥らを敵視するが、企てには失敗も多く、たびたび玉姝と揉める。                                               |      |    |

曹氏
曹思斉を介して趙元份の姻戚。
| 役名   | 演                   | 紹介 | 備考 | 声     |
| 曹鑑   | 閔政                 | 利用、思斉の父。冀王・趙元份の岳父。 かつて元侃を教えた太傅で、後に皇子たちの師も務める。 太宗の遺詔を持ち出し、劉娥の入内に反対する。折に触れて婿である元份の即位を画策する。孫娘の曹汝を可愛がっている。 | 『宋史』によれば、曹利用の父は曹諫、趙元份の岳父は李漢斌。この二人は同じ役職(崇儀使)に就いたと記されており、今作の曹鑑はこの二人をモデルにした役だと考えられる。中国語で"鑑"と"諫"は共にjiàn (jian4)と発音する。 |        |
| 曹利用 | 李彦明               | 大理寺卿 曹鑑の息子。曹思斉の兄。妻は郭賢の娘の郭玉嫺。曹汝の父。 澶淵の盟の締結にあたり、宋側の交渉官を務める。父や妹と異なり、元份を即位させようという野心はない。                                       | | 欒立勝 |
| 曹汝   | 顧語涵 少女期:張義露 | 曹利用と郭玉嫺の娘。郭清悟の従妹。曹鑑の孫。 穏やかで無邪気な性格。菓子作りが得意。 | 『宋史』によれば、仁宗の後宮にいた曹氏は慈聖光献曹皇后一人のみだが、彼女が立后以前に貴妃に封じられていた記録はない。また、慈聖光献曹皇后は曹利用の娘ではない。                                                   | 唐小喜 |

王氏
王玉瑩を介して趙元佐の姻戚。王玉茹を介して丁謂の姻戚。
| 役名   | 演     | 紹介 | 備考       | 声 |
| 王欽若 | 房子斌 | 宰相 日和見主義で寇準を目の敵にしている。やたらに瑞祥を報告するが、真宗からは彼が仕込んだものだと見抜かれている。 |            |    |
| 王玉瑩 | 袁晶   | 王欽若の長女。父の反対を押し切り楚王・趙元佐に嫁ぐ。                                                              | 架空の人物 |    |
| 王玉茹 | 常倩   | 王欽若の次女。父の勧めで文官の丁謂に嫁ぐ。                                                                        | 架空の人物 |    |

丁氏
王玉茹を介して王氏の姻戚。
| 役名   | 演   | 紹介 | 備考 | 声 |
| 丁謂   | 王鑫 | 史館修撰→翰林学士→川峡両路招討使→参知政事→平江府長官→参知政事 皇太子時代の元侃が太宗による殿試で選んだ状元。王均の反乱では文官ながら益州一帯の地方軍を統率して西蜀を平定する。 王欽若の次女の玉茹を娶り、徐々に権力欲をあらわにしていく。 |      |    |
| 丁献容 | 孫陽 | 丁謂の息子。陵陽の夫。 |      |    |

その他の朝臣
| 役名   | 演     | 紹介                                                                                          | 備考                                                                 | 声   |
| 邢中和 | 謝園   | 司天監 藩家とは姻戚。                                                                         |                                                                      |      |
| 趙普   | 巩金国 | 宰相 太宗の三人の息子のうち、第三皇子の元侃を支持する。                                       |                                                                      | 商虹 |
| 呂端   | 李華   | 宰相 趙普の没後に宰相となる。 元侃即位の立役者。                                              | 呂端大事不糊塗（小事は争わず大事は抜かりない）という故事で知られる。 |      |
| 李沆   | 歩偉   | 宰相 呂端の没後に宰相となる。臨終の間際に劉娥を呼び、『後々決して皇帝と称しない』と誓わせる。 |                                                                      |      |
| 畢士安 | 趙作山 | 宰相 李沆の没後に宰相となる。                                                                 |                                                                      | 高楓 |
| 楊延昭 | 楊政   | 将軍 北方の澶淵を守る。                                                                       |                                                                      |      |
| 李載豊 | 強川   | 婉児の生き別れた弟。皇陵のそばで再会する。姉が婕妤に封じられると内蔵庫副使になる。            | 史実では李宸妃に李用和という弟がいるが、暗殺される事はない。         |      |

#### その他の宋人
| 役名   | 演                 | 紹介 |                                                                                          | 声 |
| 王継恩 | 李大光             | 内侍総管 太宗崩御後、皇后・李穆清と結託し、皇太子の元侃ではなく第一皇子の元佐を即位させようと画策する。 |                                                                                          |    |
| 張景宗 | 王鶴鳴             | 元侃に仕える忠実な宦官。 |                                                                                          |    |
| 王氏   | 蘇小明             | 元侃の乳母で楊瓔珞の母。 劉娥の人間性を、国母に値するとして高く評価している。彼女の皇后位の安定を望む真宗のため、非情な策を立てて実行に移す。                                                                              |                                                                                          |    |
| 董侍医 | 胡志擁             | 侍医 真宗の主治医。同時期に妊娠した劉娥と婉児の主治医も務める。 |                                                                                          |    |
| 蘇洵   | 衛翔 少年期:譚睿傑 | 宼準の遠戚。 少年時代に劉娥に気に入られ、仁宗の学友となる。やがて父の任地に赴くことになり都から離れるが、仁宗との友情は続く。利発で冷静。 蘇家は平江府の富豪の名家で、蘇洵は蘇家の長男。平江府の役人の不正を仁宗に訴える。 | 宼準の遠戚という史料はない。なお、蘇洵が自身で記した家系については信憑性が薄いとされる。 |    |

### 遼
| 役名     | 演     | 紹介                                                                    | 備考 | 声     |
| 耶律隆緒 | 鋼特爾 | 遼六代・聖宗 蕭綽の息子。                                               | | 青琳昊 |
| 鉄鏡     | 呉莫愁 | 長公主 蕭綽の娘。                                                       | 明代の小説『楊家将演義』に登場する架空の人物。 |        |
| 蕭撻凜   | 張藝瀧 | 将軍 勇猛な名将として知られ、宋にとっての難敵。                         | |        |
| 韓徳譲   | 徐向東 | 宰相                                                                    | 作中で『宋人』だと隆緖に罵られる場面があるが、史実では祖父の代から契丹(遼)に仕える家柄である。祖父の代にはまだ宋は成立しておらず、徳譲は漢人とは言えるものの宋人だったことはない。 | 商虹   |
| 木易     | 李浩濱 | 楊延昭の兄。鉄鏡長公主を娶り駙馬となる。                                | |        |
| 耶律隆慶 | 楊曉波 | 梁王                                                                    | |        |
| 耶律康   | 馮健   | 第三皇子 宋との講和のため、趙吉と交換で宋へ人質として送られる。         | 架空の人物。 |        |
| 耶律宗偉 | 李函陽 | 第二皇子 幼名は狗児。                                                   | 史実では第五皇子。 |        |
| 耶律宗願 | 龍柏源 | 第六皇子 趙禎(受益)の成人を祝う使者として宋へ来る。寿康に一目惚れする。 | | 星潮   |
| 王継忠   | 葉新宇 | 将軍 元は宋の将軍だったが、遼に投降し耶律の姓を賜る。                   | |        |
| 耶律留守 | 呂新舜 | 将軍                                                                    | 架空の人物。 |        |

## 主題歌
- 越人歌（オープニング）[6]

歌詞：楚辞、作曲：郭思達、歌：譚維維
- 陽關引（エンディング）[7]

歌詞：寇準、作曲：郭思達、歌：王晰